# Giuseppe Prinzi

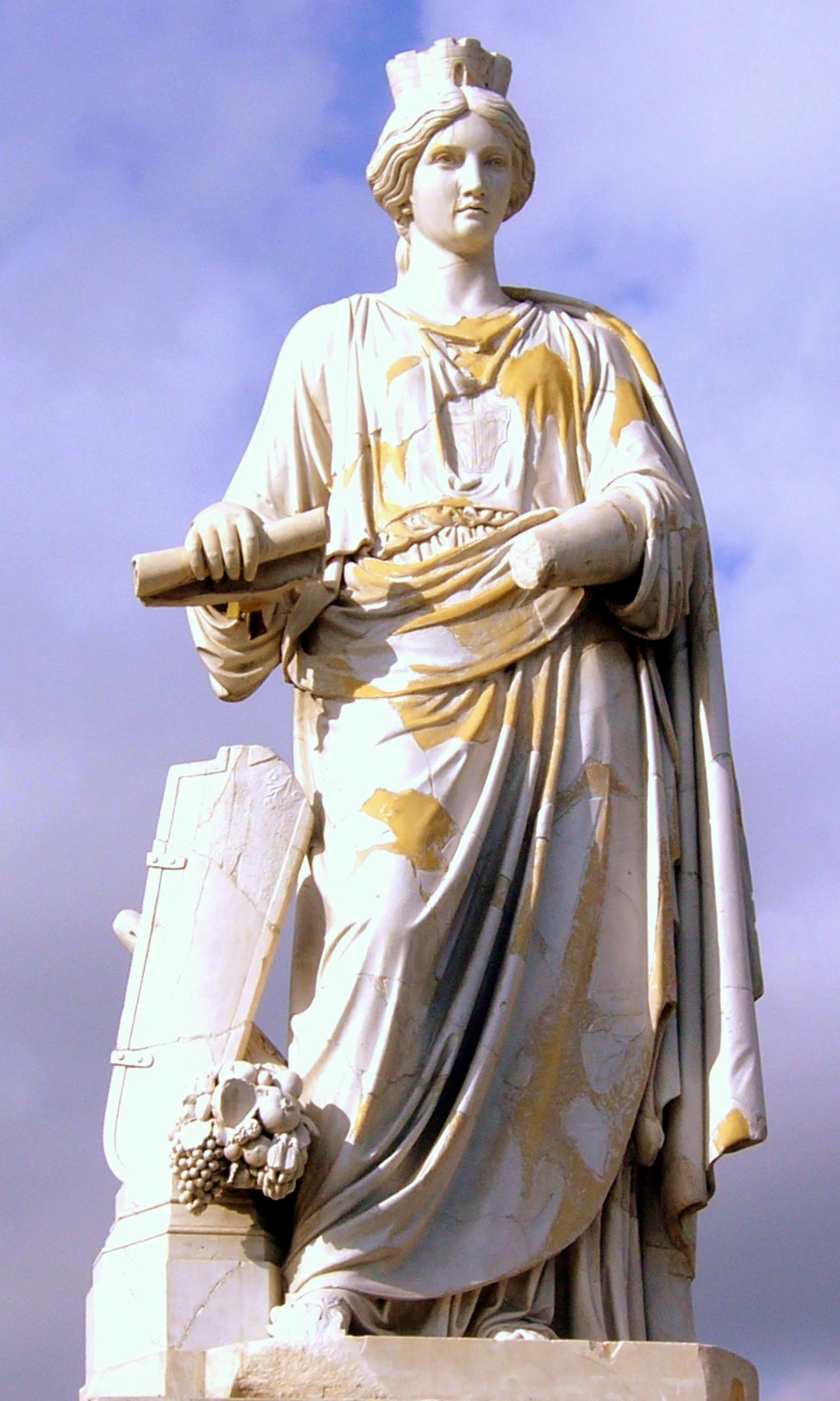
Messina város allegóriája, Prinzi alkotása

Giuseppe Prinzi  (Messina, 1825 – Frascati, 1895) olasz festő, szobrász és keramikus.

## Életpályája
Tanulmányait Messinában kezdte Letterio Subba és Thomas Aloisio Juvarra irányításával, majd Rómában folytatta a San Luca Akadémián, Peter Teneraninál. Számos köztéri szobra áll olaszországban, többek között Rómában, Nápolyban és szülővárosában, Messinában.